# Rijau
Rijau es una localidad del estado de Níger, en Nigeria, con una población estimada en marzo de 2016 de 247 600 habitantes.
Se encuentra ubicada en el centrooeste del país, cerca de la orilla del río Níger y de la frontera con Benín.